# Ronald Lomotos
Ronald Lomotos (né le 8 juillet 1994 à San Felipe) est un coureur cycliste philippin.

## Biographie
En juillet 2013, Ronald Lomotos se classe deuxième d'une étape du Tour de Bornéo. L'année suivante, il participe à quelques compétitions professionnelles en Europe, sous les couleurs de la formation LBC-MVPSF Pilipinas.
En 2017, il gagne l'étape inaugurale de la Ronda Pilipinas.

## Palmarès et résultats

### Palmarès par année
- 2017
  - 1re étape de la Ronda Pilipinas
  - 2e du Hell of the Marianas
- 2020
  - 4e étape de la Ronda Pilipinas
  - 3e de la Ronda Pilipinas
- 2022
  - Ronda Pilipinas :
    - Classement général
    - 9e étape
- 2024
  - 3e du championnat des Philippines sur route

### Classements mondiaux
| Année         | 2013 |
| ------------- | ---- |
| UCI Asia Tour | 295e |